# 第32回衆議院議員総選挙
第32回衆議院議員総選挙（だい32かいしゅうぎいんぎいんそうせんきょ）は、1969年（昭和44年）12月27日に日本で行われた国会（衆議院）議員の総選挙である。
初めて12月に行われたことから「師走選挙」（しわすせんきょ）とも呼ばれた。また、この選挙は土曜日に実施されたが、現在のところ衆議院総選挙が日曜日以外の曜日に実施されたのはこの選挙が最後となっている。

## 概説
社会党・共産党は日米安保条約の自動更新阻止を掲げ、70年安保を争点にしようとした。安保闘争では全共闘や新左翼などの学生運動が展開され、機動隊と衝突した。
しかし選挙結果は、自民党の大勝と、社会党の一人負けであった。自民党は追加公認を含めると、300議席の大台に乗せた（前回比＋20）。一方、社会党は90議席（前回比－51）で再統一以降では初めて100議席を割り込み、特に首都圏など都市部で壊滅的な惨敗を喫した。前回国会に初進出した公明党は議席を倍増（前回比＋22）、共産党も第24回総選挙以来、20年ぶりに議席を2桁に乗せた。佐藤政権は続投を決め、1970年の安保条約自動更新も平穏に行われた。
自民党の得票数は横ばいだったが、社会党の得票数減がそのまま自民党を押し上げた形になった。
今次選挙の投票率が前回から大きく下落し、その下落幅が社会党候補の絶対得票率の下落にほぼ等しいこと、新聞各紙による社会党候補者の当選者数の予想の失敗などから、社会党の敗北は、投票所に行けば社会党に投票するはずであった有権者が、学生運動やプラハの春抑圧などで社会主義に幻滅を感じ棄権に回り、各選挙区で当落線上にあった社会党候補者の大部分が落選したためと推測されている。一方、共産党は新左翼と敵対していたことが選挙にはプラスになったといわれている。
従来、社会党は都市部で強かったが、この選挙で受けた打撃は二度と回復できなかった。代わって、公明党・共産党が進出し、総選挙の前月に民主社会党から改称した民社党も含め、都市部での野党の多党化傾向が顕著になった。自民党では、当時幹事長だった田中角栄が後に「田中軍団」を形成する事になる子飼いの新人議員を大量に当選させ、後の政局の主導権を握る上で大きな役割を果たすことになる。
1年前に小笠原諸島が復帰しており、小笠原諸島の有権者にとって初めての衆議院議員総選挙となった。
1970年には2年後の沖縄復帰を見込み、沖縄住民の国政参加特別措置法により沖縄県全県区で国政参加選挙が実施されている。
この総選挙では、後に総理大臣を務める羽田孜、森喜朗を筆頭に、浜田幸一、小沢一郎、梶山静六、土井たか子、不破哲三その他、後の政界のキーパーソンとなる人物が多数初当選し、その多士済々振りから、俗に「花の昭和44年組」と呼ばれる。後に総理大臣を務める小泉純一郎も亡父・純也の地盤を継いで初めて立候補したが、落選している（1972年の総選挙で初当選）。

### 政見放送の開始
今回の総選挙では、テレビにおける政見放送が初めて行われた。これは第61回通常国会（1968年12月27日～69年8月5日）で成立した改正公職選挙法の第150条に基づいて実施されたものである。政見放送はテレビで4回、ラジオでは2回を放送し、NHKと民放でそれぞれ半分ずつを受け持った（ただし電力消費が大きい関東と近畿、中京地域ではテレビが2回、ラジオが4回となった）。

## 選挙データ

### 内閣
- 選挙時：第2次佐藤内閣（第62代）
  - 内閣総理大臣：佐藤栄作（第5代自由民主党総裁）
  - 与党：自由民主党
- 選挙後：第3次佐藤内閣（第63代）
  - 内閣総理大臣：佐藤栄作（第5代自由民主党総裁）
  - 与党：自由民主党

### 解散日
- 1969年（昭和44年）12月2日

### 解散名
- 沖縄解散

### 公示日
- 1969年（昭和44年）12月7日

### 投票日
- 1969年（昭和44年）12月27日

### 改選数
- 486

### 選挙制度
- 中選挙区制
  - 3人区：43
  - 4人区：39
  - 5人区：40
- 小選挙区制
  - 1人区：01

投票方法
秘密投票、単記投票、1票制
選挙権
満20歳以上の日本国民
被選挙権
満25歳以上の日本国民
有権者数
69,260,424（男性：33,461,344　女性：35,799,080）

### 同日実施の選挙等
国民投票
- 最高裁判所裁判官国民審査

## 選挙活動

### 党派別立候補者数
| 党派                   | 党派       | 計  | 内訳 | 内訳 | 内訳 | 男性 | 女性 | 公示前 |
| 党派                   | 党派       | 計  | 前   | 元   | 新   | 男性 | 女性 | 公示前 |
| ---------------------- | ---------- | --- | ---- | ---- | ---- | ---- | ---- | ------ |
|                        | 自由民主党 | 327 | 260  | 20   | 47   | 323  | 4    | 272    |
|                        | 日本社会党 | 183 | 119  | 26   | 38   | 180  | 3    | 134    |
|                        | 公明党     | 76  | 25   | 0    | 51   | 73   | 3    | 25     |
|                        | 民社党     | 68  | 31   | 5    | 32   | 64   | 4    | 31     |
|                        | 日本共産党 | 123 | 4    | 6    | 113  | 121  | 2    | 4      |
|                        | 諸派       | 37  | 1    | 3    | 33   | 34   | 3    | 0      |
|                        | 無所属     | 132 | 2    | 10   | 120  | 130  | 2    | 3      |
| 合計                   | 合計       | 946 | 442  | 70   | 434  | 925  | 21   | 471    |
| 出典：『朝日選挙大観』 |            |     |      |      |      |      |      |        |

## 選挙結果

### 党派別獲得議席
|                          |                          |                          |           |           |            |        |        |  |  |  |  |
| 党派                     | 党派                     | 党派                     | 獲得 議席 | 増減      | 得票数     | 得票率 | 公示前 |  |  |  |  |
| 与党                     | 与党                     | 与党                     | 288       | 016       | 22,381,570 | 47.63% | 272    |  |  |  |  |
|                          |                          | 自由民主党               | 288       | 016       | 22,381,570 | 47.63% | 272    |  |  |  |  |
| 野党・無所属             | 野党・無所属             | 野党・無所属             | 198       | 001       | 24,608,323 | 52.37% | 197    |  |  |  |  |
|                          |                          | 日本社会党               | 90        | 044       | 10,074,101 | 21.44% | 134    |  |  |  |  |
|                          | 公明党                   | 47                       | 022       | 5,124,666 | 10.91%     | 25     |        |  |  |  |  |
|                          | 民社党                   | 31                       | 増減なし  | 3,636,591 | 7.74%      | 31     |        |  |  |  |  |
|                          | 日本共産党               | 14                       | 010       | 3,199,032 | 6.81%      | 4      |        |  |  |  |  |
|                          | 諸派                     | 0                        | 増減なし  | 81,373    | 0.17%      | 0      |        |  |  |  |  |
|                          | 無所属                   | 16                       | 013       | 2,492,560 | 5.30%      | 3      |        |  |  |  |  |
|                          | 欠員                     | 欠員                     | 0         | 017       | -          | -      | 17     |  |  |  |  |
| 総計                     | 総計                     | 総計                     | 486       | 増減なし  | 46,989,893 | 100.0% | 486    |  |  |  |  |
| 有効投票数（有効率）     | 有効投票数（有効率）     | 有効投票数（有効率）     | -         | -         | 46,989,893 | 99.03% | -      |  |  |  |  |
| 無効票・白票数（無効率） | 無効票・白票数（無効率） | 無効票・白票数（無効率） | -         | -         | 459,816    | 0.97%  | -      |  |  |  |  |
| 投票者数（投票率）       | 投票者数（投票率）       | 投票者数（投票率）       | -         | -         | 47,449,709 | 68.51% | -      |  |  |  |  |
| 棄権者数（棄権率）       | 棄権者数（棄権率）       | 棄権者数（棄権率）       | -         | -         | 21,810,715 | 31.49% | -      |  |  |  |  |
| 有権者数                 | 有権者数                 | 有権者数                 | -         | -         | 69,260,424 | 100.0% | -      |  |  |  |  |
| 出典：総務省統計局       |                          |                          |           |           |            |        |        |  |  |  |  |

投票率：68.51%（前回比： 5.48%）
【男性：67.85%（前回比： 6.90%）　女性：69.12%（前回比： 4.16%）】

### 党派別当選者内訳
| 党派                   | 計  | 内訳 | 内訳 | 内訳 | 男性 | 女性 |
| 党派                   | 計  | 前   | 元   | 新   | 男性 | 女性 |
| ---------------------- | --- | ---- | ---- | ---- | ---- | ---- |
| 自由民主党             | 288 | 241  | 14   | 33   | 285  | 3    |
| 日本社会党             | 90  | 69   | 10   | 11   | 88   | 2    |
| 公明党                 | 47  | 24   | 0    | 23   | 45   | 2    |
| 民社党                 | 31  | 22   | 3    | 6    | 31   | 0    |
| 日本共産党             | 14  | 4    | 2    | 8    | 13   | 1    |
| 無所属                 | 16  | 2    | 1    | 13   | 16   | 0    |
| 合計                   | 486 | 362  | 30   | 94   | 478  | 8    |
| 出典：『朝日選挙大観』 |     |      |      |      |      |      |

## 政党
| 自由民主党：288議席 総裁：佐藤栄作 副総裁 ：川島正次郎 幹事長 ：田中角栄 総務会長 ：鈴木善幸 政務調査会長 ：根本龍太郎 国会対策委員長：園田直 参議院議員会長：郡祐一 | 0 派閥別所属議員数 周山会（佐藤栄作派） ：59 宏池会（前尾繁三郎派） ：43 政策懇談会（三木武夫派） ：39 新政同志会（中曽根康弘派）：35 紀尾井会（福田赳夫派） ：31 交友クラブ（川島正次郎派）：20 水曜会（石井光次郎派） ：13 春秋会（園田直派） ：13 | 0 一新会（船田中派） ：12 一陽会（村上勇派） ：10 愛正会（藤山愛一郎派） ：06 二日会（石田博英派） ：05 無派閥（旧松村謙三Ｇ） ：03 無派閥 ：11                     |
| 日本社会党：90議席 委員長：成田知巳 副委員長 ：三宅正一 安井吉典 書記長 ：江田三郎 政策審議会長 ：多賀谷真稔 国会対策委員長：楯兼次郎 参議院議員会長：加瀬完         | 公明党：47議席 委員長：竹入義勝 副委員長 ：浅井美幸 多田省吾 二宮文造 書記長 ：矢野絢也 政策審議会長 ：正木良明 国会対策委員長：渡部一郎 参議院議員団長：二宮文造（兼）                                                                              | 民社党：31議席 委員長：西村栄一 副委員長 ：曾禰益 書記長 ：春日一幸 政策審議会長 ：竹本孫一 国会対策委員長：佐々木良作 参議院議員会長：向井長年 常任顧問 ：西尾末広 |
| 日本共産党：14議席 議長 ：野坂参三 書記長：宮本顕治 政策委員会責任者：不破哲三 国会対策委員長 ：林百郎 参議院議員団長 ：岩間正男                                     | | |

## 議員

### 当選者
自民党   社会党   民社党   公明党   共産党   無所属 
| 北海道   | 1区  | 地崎宇三郎   | 横路孝弘     | 斎藤実     | 箕輪登     | 島本虎三   | 2区  | 松浦周太郎     | 佐々木秀世   | 安井吉典     | 芳賀貢     |            |
| 北海道   | 3区  | 阿部文男     | 佐藤孝行     | 田中正巳   |            |            | 4区  | 小平忠         | 篠田弘作     | 南条徳男     | 井野正揮   | 相沢武彦   |
| 北海道   | 5区  | 中川一郎     | 本名武       | 安田貴六   | 岡田利春   | 美濃政市   |      |                |              |              |            |            |
| 青森県   | 1区  | 熊谷義雄     | 中村拓道     | 森田重次郎 | 古寺宏     |            | 2区  | 田沢吉郎       | 津川武一     | 竹内黎一     |            |            |
| 岩手県   | 1区  | 鈴木善幸     | 野原正勝     | 山本弥之助 | 山中吾郎   |            | 2区  | 小沢一郎       | 千葉七郎     | 椎名悦三郎   | 北山愛郎   |            |
| 宮城県   | 1区  | 愛知揆一     | 伊藤宗一郎   | 西宮弘     | 古内広雄   | 佐々木更三 | 2区  | 長谷川峻       | 内海英男     | 大石武一     | 日野吉夫   |            |
| 秋田県   | 1区  | 石田博英     | 鈴木一       | 内藤良平   | 佐々木義武 |            | 2区  | 根本竜太郎     | 川俣健二郎   | 笹山茂太郎   | 長谷部七郎 |            |
| 山形県   | 1区  | 木村武雄     | 堀田政孝     | 鹿野彦吉   | 華山親義   |            | 2区  | 松沢雄蔵       | 池田正之輔   | 安宅常彦     | 阿部昭吾   |            |
| 福島県   | 1区  | 亀岡高夫     | 天野光晴     | 粟山ひで   | 八百板正   |            | 2区  | 伊東正義       | 湊徹郎       | 八田貞義     | 渋谷直蔵   | 渡部恒三   |
| 福島県   | 3区  | 斎藤邦吉     | 田畑金光     | 菅波茂     |            |            |      |                |              |              |            |            |
| 茨城県   | 1区  | 橋本登美三郎 | 葉梨信行     | 中山利生   | 久保三郎   |            | 2区  | 塚原俊郎       | 梶山静六     | 石川次夫     |            |            |
| 茨城県   | 3区  | 丹羽喬四郎   | 赤城宗徳     | 北沢直吉   | 登坂重次郎 | 二見伸明   |      |                |              |              |            |            |
| 栃木県   | 1区  | 渡辺美智雄   | 森山欽司     | 船田中     | 戸叶里子   | 広瀬秀吉   | 2区  | 藤尾正行       | 小平久雄     | 稲村利幸     | 和田一郎   | 森下国雄   |
| 群馬県   | 1区  | 藤枝泉介     | 久保田円次   | 田辺誠     |            |            | 2区  | 長谷川四郎     | 中島源太郎   | 坂村吉正     |            |            |
| 群馬県   | 3区  | 中曽根康弘   | 福田赳夫     | 山口鶴男   | 小渕恵三   |            |      |                |              |              |            |            |
| 埼玉県   | 1区  | 福永健司     | 小川新一郎   | 松永光     | 畑和       |            | 2区  | 山口敏夫       | 小宮山重四郎 | 松山千恵子   |            |            |
| 埼玉県   | 3区  | 荒舩清十郎   | 鴨田宗一     | 高田富之   |            |            | 4区  | 青木正久       | 野中英二     | 三ッ林弥太郎 |            |            |
| 千葉県   | 1区  | 川島正次郎   | 鳥居一雄     | 木原実     | 始関伊平   |            | 2区  | 伊能繁次郎     | 水野清       | 山村新治郎   | 鶴岡洋     |            |
| 千葉県   | 3区  | 浜田幸一     | 水田三喜男   | 森美秀     | 千葉三郎   | 中村庸一郎 |      |                |              |              |            |            |
| 神奈川県 | 1区  | 伏木和雄     | 小此木彦三郎 | 藤山愛一郎 | 門司亮     | 大出俊     | 2区  | 松尾正吉       | 中嶋英夫     | 曽祢益       | 田川誠一   |            |
| 神奈川県 | 3区  | 河野洋平     | 小浜新次     | 河村勝     | 小金義照   | 平林剛     |      |                |              |              |            |            |
| 山梨県   | 全県 | 内田常雄     | 金丸信       | 小林信一   | 中尾栄一   | 金丸徳重   |      |                |              |              |            |            |
| 東京都   | 1区  | 田中栄一     | 麻生良方     | 渡部通子   |            |            | 2区  | 鈴切康雄       | 宇都宮徳馬   | 米原昶       | 菊池義郎   | 川端文夫   |
| 東京都   | 3区  | 小坂徳三郎   | 多田時子     | 山本政弘   | 賀屋興宣   |            | 4区  | 松本善明       | 大久保直彦   | 小峰柳多     | 和田耕作   | 岡崎英城   |
| 東京都   | 5区  | 中村梅吉     | 伊藤惣助丸   | 青柳盛雄   |            |            | 6区  | 有島重武       | 天野公義     | 山口シヅエ   | 不破哲三   |            |
| 東京都   | 7区  | 福田篤泰     | 土橋一吉     | 大野潔     | 小山省二   | 和田春生   | 8区  | 山田久就       | 石井桂       | 中川嘉美     |            |            |
| 東京都   | 9区  | 浜野清吾     | 松本忠助     | 河野密     |            |            | 10区 | 竹入義勝       | 鯨岡兵輔     | 小林政子     | 島村一郎   |            |
| 新潟県   | 1区  | 小沢辰男     | 米田東吾     | 高橋清一郎 |            |            | 2区  | 渡辺肇         | 稲葉修       | 松沢俊昭     | 阿部助哉   |            |
| 新潟県   | 3区  | 田中角栄     | 村山達雄     | 大野市郎   | 小林進     | 三宅正一   | 4区  | 木島喜兵衛     | 高鳥修       | 大竹太郎     |            |            |
| 富山県   | 1区  | 古川喜一     | 鍛冶良作     | 佐伯宗義   |            |            | 2区  | 吉田実         | 綿貫民輔     | 佐野憲治     |            |            |
| 石川県   | 1区  | 森喜朗       | 別川悠紀夫   | 奥田敬和   |            |            | 2区  | 益谷秀次       | 坂本三十次   | 稲村佐近四郎 |            |            |
| 福井県   | 全県 | 坪川信三     | 植木庚子郎   | 福田一     | 堂森芳夫   |            |      |                |              |              |            |            |
| 長野県   | 1区  | 小坂善太郎   | 倉石忠雄     | 中沢茂一   |            |            | 2区  | 羽田孜         | 松平忠久     | 井出一太郎   |            |            |
| 長野県   | 3区  | 小川平二     | 林百郎       | 向山一人   | 原茂       |            | 4区  | 増田甲子七     | 下平正一     | 唐沢俊二郎   |            |            |
| 岐阜県   | 1区  | 松野幸泰     | 武藤嘉文     | 大野明     | 山本幸一   | 野田卯一   | 2区  | 渡辺栄一       | 金子一平     | 古屋亨       | 楯兼次郎   |            |
| 静岡県   | 1区  | 西村直己     | 大石八治     | 神田博     | 高見三郎   | 勝沢芳雄   | 2区  | 斉藤滋与史     | 遠藤三郎     | 丸山勇       | 木部佳昭   | 勝間田清一 |
| 静岡県   | 3区  | 足立篤郎     | 斉藤正男     | 塩谷一夫   | 竹本孫一   |            |      |                |              |              |            |            |
| 愛知県   | 1区  | 丹羽久章     | 春日一幸     | 横山利秋   |            |            | 2区  | 早稲田柳右エ門 | 久野忠治     | 丹羽兵助     | 加藤清二   |            |
| 愛知県   | 3区  | 江崎真澄     | 海部俊樹     | 佐藤観樹   |            |            | 4区  | 渡辺武三       | 中野四郎     | 中垣国男     | 浦野幸男   |            |
| 愛知県   | 5区  | 上村千一郎   | 村田敬次郎   | 福井勇     |            |            | 6区  | 赤松勇         | 塚本三郎     | 辻寛一       |            |            |
| 三重県   | 1区  | 木村俊夫     | 山本幸雄     | 川崎秀二   | 山手満男   | 中井徳次郎 | 2区  | 田村元         | 野呂恭一     | 藤波孝生     | 角屋堅次郎 |            |
| 滋賀県   | 全県 | 山下元利     | 宇野宗佑     | 草野一郎平 | 西田八郎   | 後藤俊男   |      |                |              |              |            |            |
| 京都府   | 1区  | 田中伊三次   | 永末英一     | 小川半次   | 樋上新一   | 谷口善太郎 | 2区  | 寺前巌         | 前尾繁三郎   | 柳田秀一     | 西中清     | 谷垣専一   |
| 大阪府   | 1区  | 沖本泰幸     | 菅野和太郎   | 寒川喜一   |            |            | 2区  | 浅井美幸       | 西尾末広     | 東中光雄     | 中山正暉   | 井岡大治   |
| 大阪府   | 3区  | 原田憲       | 近江巳記夫   | 岡沢完治   | 阪上安太郎 |            | 4区  | 矢野絢也       | 古川丈吉     | 栗山礼行     | 塩川正十郎 |            |
| 大阪府   | 5区  | 西村栄一     | 正木良明     | 松田竹千代 | 木野晴夫   |            | 6区  | 左藤恵         | 北側義一     | 吉田泰造     |            |            |
| 兵庫県   | 1区  | 渡部一郎     | 砂田重民     | 石井一     | 浦井洋     |            | 2区  | 原健三郎       | 岡本富夫     | 永田亮一     | 堀昌雄     | 土井たか子 |
| 兵庫県   | 3区  | 渡海元三郎   | 田中武夫     | 吉田賢一   |            |            | 4区  | 河本敏夫       | 新井彬之     | 松本十郎     | 三木喜夫   |            |
| 兵庫県   | 5区  | 小島徹三     | 有田喜一     | 佐々木良作 |            |            |      |                |              |              |            |            |
| 奈良県   | 全県 | 奥野誠亮     | 服部安司     | 前田正男   | 林孝矩     | 吉田之久   |      |                |              |              |            |            |
| 和歌山県 | 1区  | 坂井弘一     | 坊秀男       | 中谷鉄也   |            |            | 2区  | 早川崇         | 辻原弘市     | 正示啓次郎   |            |            |
| 鳥取県   | 全県 | 赤沢正道     | 徳安実蔵     | 古井喜実   | 武部文     |            |      |                |              |              |            |            |
| 島根県   | 全県 | 大橋武夫     | 竹下登       | 卜部政巳   | 桜内義雄   | 細田吉蔵   |      |                |              |              |            |            |
| 岡山県   | 1区  | 山田太郎     | 亀山孝一     | 大村襄治   | 黒田寿男   | 笠岡喬     | 2区  | 橋本龍太郎     | 加藤六月     | 藤井勝志     | 貝沼次郎   | 江田三郎   |
| 広島県   | 1区  | 灘尾弘吉     | 砂原格       | 大原亨     |            |            | 2区  | 谷川和穂       | 加藤陽三     | 増岡博之     | 中川俊思   |            |
| 広島県   | 3区  | 古川雅司     | 宮沢喜一     | 永山忠則   | 内海清     | 佐藤守良   |      |                |              |              |            |            |
| 山口県   | 1区  | 安倍晋太郎   | 田中龍夫     | 林義郎     | 今澄勇     |            | 2区  | 佐藤栄作       | 岸信介       | 小沢太郎     | 宮井泰良   | 受田新吉   |
| 徳島県   | 全県 | 三木武夫     | 森下元晴     | 広沢直樹   | 秋田大助   | 井上普方   |      |                |              |              |            |            |
| 香川県   | 1区  | 成田知巳     | 藤本孝雄     | 木村武千代 |            |            | 2区  | 大平正芳       | 福田繁芳     | 加藤常太郎   |            |            |
| 愛媛県   | 1区  | 菅太郎       | 塩崎潤       | 関谷勝利   |            |            | 2区  | 藤田高敏       | 村上信二郎   | 八木徹雄     |            |            |
| 愛媛県   | 3区  | 毛利松平     | 高橋英吉     | 田中恒利   |            |            |      |                |              |              |            |            |
| 高知県   | 全県 | 中野明       | 大西正男     | 仮谷忠男   | 田村良平   | 山原健二郎 |      |                |              |              |            |            |
| 福岡県   | 1区  | 田中昭二     | 進藤一馬     | 中島茂喜   | 中村寅太   | 楢崎弥之助 | 2区  | 大橋敏雄       | 三原朝雄     | 伊藤卯四郎   | 松本七郎   | 田代文久   |
| 福岡県   | 3区  | 山崎平八郎   | 鬼木勝利     | 荒木万寿夫 | 細谷治嘉   | 石井光次郎 | 4区  | 田中六助       | 蔵内修治     | 桑名義治     | 池田禎治   |            |
| 佐賀県   | 全県 | 保利茂       | 三池信       | 大坪保雄   | 山下徳夫   | 八木昇     |      |                |              |              |            |            |
| 長崎県   | 1区  | 倉成正       | 松尾信人     | 西岡武夫   | 小宮武喜   | 中村重光   | 2区  | 中村弘海       | 白浜仁吉     | 石橋政嗣     | 金子岩三   |            |
| 熊本県   | 1区  | 松野頼三     | 大久保武雄   | 藤田義光   | 野田武夫   | 瀬野栄次郎 | 2区  | 園田直         | 坂田道太     | 福永一臣     | 川村継義   | 吉田重延   |
| 大分県   | 1区  | 村上勇       | 広瀬正雄     | 羽田野忠文 | 合沢栄     |            | 2区  | 西村英一       | 佐藤文生     | 阿部未喜男   |            |            |
| 宮崎県   | 1区  | 江藤隆美     | 松浦利尚     | 相川勝六   |            |            | 2区  | 瀬戸山三男     | 小山長規     | 坂元親男     |            |            |
| 鹿児島県 | 1区  | 床次徳二     | 上林山栄吉   | 宇田国栄   | 川崎寛治   |            | 2区  | 中馬辰猪       | 池田清志     | 有馬元治     |            |            |
| 鹿児島県 | 3区  | 山中貞則     | 二階堂進     | 橋口隆     |            |            | 奄美 | 豊永光         |              |              |            |            |

#### 沖縄国政参加選挙当選者
沖縄・国政参加特別措置法による衆議院議員選挙
1970年（昭和45年）11月15日執行
 自民党   社会党   沖縄社会大衆党   沖縄人民党 
| 沖縄県 | 全県 | 西銘順治 | 瀬長亀次郎 | 上原康助 | 国場幸昌 | 安里積千代 |

#### 補欠当選等
| 年                   | 月日      | 選挙区     | 選出       | 新旧別     | 当選者     | 所属党派   | 欠員       | 所属党派      | 欠員事由       |
| -------------------- | --------- | ---------- | ---------- | ---------- | ---------- | ---------- | ---------- | ------------- | -------------- |
| 1970                 |           | 千葉1区    | （未実施） | （未実施） | （未実施） | （未実施） | 川島正次郎 | 自由民主党    | 1970.11.9死去  |
| 1971                 |           | 京都1区    | （未実施） | （未実施） | （未実施） | （未実施） | 永末英一   | 民社党        | 1971.2.1退職   |
| 1971                 | 大阪5区   | （未実施） | （未実施） | （未実施） | （未実施） | 西村榮一   | 民社党     | 1971.4.27死去 |                |
| 1971                 | 群馬1区   | （未実施） | （未実施） | （未実施） | （未実施） | 藤枝泉介   | 自由民主党 | 1971.6.6死去  |                |
| 1971                 | 鹿児島1区 | （未実施） | （未実施） | （未実施） | （未実施） | 上林山栄吉 | 自由民主党 | 1971.8.10死去 |                |
| 1971                 | 栃木1区   | （未実施） | （未実施） | （未実施） | （未実施） | 戸叶里子   | 日本社会党 | 1971.11.7死去 |                |
| 1971                 | 静岡2区   | （未実施） | （未実施） | （未実施） | （未実施） | 遠藤三郎   | 自由民主党 | 1971.12.7死去 |                |
| 1972                 | 9.23      | 山形1区    | 補欠選挙   | 新         | 近藤鉄雄   | 自由民主党 | 堀田政孝   | 自由民主党    | 1971.12.20死去 |
| 1972                 | 9.23      | 山形1区    | 補欠選挙   | 元         | 黒金泰美   | 自由民主党 | 華山親義   | 日本社会党    | 1972.8.10死去  |
| 1972                 | 10.8      | 愛媛2区    | 補欠選挙   | 新         | 越智伊平   | 自由民主党 | 八木徹雄   | 自由民主党    | 1971.7.4死去   |
| 1972                 | 10.8      | 愛媛2区    | 補欠選挙   | 元         | 井原岸高   | 自由民主党 | 村上信二郎 | 自由民主党    | 1972.8.26死去  |
| 1972                 | -         | 広島1区    | （未実施） | （未実施） | （未実施） | （未実施） | 砂原格     | 自由民主党    | 1972.5.8死去   |
| 1972                 | -         | 埼玉1区    | （未実施） | （未実施） | （未実施） | （未実施） | 畑和       | 日本社会党    | 1972.6.6辞職   |
| 1972                 | -         | 熊本1区    | （未実施） | （未実施） | （未実施） | （未実施） | 野田武夫   | 自由民主党    | 1972.6.7死去   |
| 1972                 | -         | 大阪3区    | （未実施） | （未実施） | （未実施） | （未実施） | 岡沢完治   | 民社党        | 1972.6.27死去  |
| 1972                 | -         | 福岡1区    | （未実施） | （未実施） | （未実施） | （未実施） | 進藤一馬   | 自由民主党    | 1972.8.19辞職  |
| 1972                 | -         | 新潟1区    | （未実施） | （未実施） | （未実施） | （未実施） | 高橋清一郎 | 自由民主党    | 1972.10.29死去 |
| 1972                 | -         | 宮城1区    | （未実施） | （未実施） | （未実施） | （未実施） | 古内広雄   | 自由民主党    | 1972.11.5死去  |
| 出典：戦後の補欠選挙 |           |            |            |            |            |            |            |               |                |

### 初当選
94名
この総選挙では、後に総理大臣となる羽田孜と森喜朗を筆頭に、自民党から政権を2度交代させた立役者の小沢一郎（自民党が結党以来与党から下野したのはこの2回である）、1989年に野党第一党党首を務め参議院から内閣首班指名を受けた土井たか子（小沢は民主党時代の2007年に参議院第一党党首になっているため、小沢もこれに該当する）、日本共産党委員長を通算16年半務めた不破哲三、竹下派七奉行のうちの5人（小沢、羽田、梶山静六、奥田敬和、渡部恒三）、社会党のプリンスと言われた横路孝弘、その他に梶山静六、綿貫民輔、浜田幸一、竹下派七奉行のうち小沢、羽田、奥田、渡部に加え石井一は後の民主党の重鎮になるなど後の政界のキーパーソンとなる人物が多数当選し、その多士済々振りから、俗に「花の昭和44年組」と呼ばれる。先述のメンバーに加え、その子息もまた多選、あるいは大物政治家になった例（羽田孜の長男の羽田雄一郎・次男の羽田次郎、梶山静六の長男の梶山弘志、小此木彦三郎の三男の小此木八郎、浜田幸一の長男の浜田靖一、塩崎潤と長男の塩崎恭久、林義郎の長男の林芳正、江藤隆美の長男の江藤拓、松本十郎の長男の松本剛明、中山正暉の長男の中山泰秀、左藤恵の娘婿の左藤章など）も多数存在する。無所属当選のうち、合沢栄（民社党に追加公認）と中村拓道以外は当選後追加公認で自民党に所属している。
自由民主党
33名
- 阿部文男
- 石井桂
- 石井一
- 小此木彦三郎
- 小沢一郎

- 奥田敬和
- 笠岡喬
- 梶山静六
- 加藤陽三
- 唐沢俊二郎

- 小坂徳三郎
- 斉藤滋与史
- 坂元親男
- 左藤恵
- 塩崎潤

- 高鳥修
- 中島源太郎
- 中村弘海
- 中山利生
- 中山正暉

- 羽田孜
- 羽田野忠文
- 浜田幸一
- 林義郎
- 別川悠紀夫

- 松本十郎
- 村田敬次郎
- 森美秀
- 安田貴六
- 山崎平八郎

- 山下徳夫
- 吉田実
- 綿貫民輔

日本社会党
11名
- 阿部未喜男
- 井野正揮
- 川俣健二郎
- 木島喜兵衛
- 佐藤観樹

- 田中恒利
- 土井たか子
- 長谷部七郎
- 松浦利尚
- 松沢俊昭

- 横路孝弘

公明党
23名
- 相沢武彦
- 新井彬之
- 大久保直彦
- 鬼木勝利
- 貝沼次郎

- 桑名義治
- 古寺宏
- 坂井弘一
- 瀬野栄次郎
- 多田時子

- 鶴岡洋
- 鳥居一雄
- 中川嘉美
- 西中清
- 林孝矩

- 二見伸明
- 古川雅司
- 松尾正吉
- 松尾信人
- 丸山勇

- 宮井泰良
- 和田一郎
- 渡部通子

民社党
6名
- 川端文夫
- 小宮武喜
- 寒川喜一
- 西田八郎
- 和田春生
- 渡辺武三

日本共産党
8名
- 青柳盛雄
- 浦井洋
- 小林政子
- 津川武一
- 寺前巌
- 東中光雄
- 不破哲三
- 山原健二郎

無所属
13名
- 合沢栄
- 有馬元治
- 稲村利幸
- 江藤隆美
- 佐藤守良

- 中村拓道
- 野中英二
- 堀田政孝
- 松永光
- 向山一人

- 森喜朗
- 豊永光
- 渡部恒三

### 返り咲き・復帰
計30名
自由民主党
14名
- 伊東正義
- 宇田国栄
- 大西正男
- 小金義照
- 小島徹三

- 佐伯宗義
- 佐藤孝行
- 中島茂喜
- 服部安司
- 福田繁芳

- 前田正男
- 松山千恵子
- 森下元晴
- 山本幸雄

日本社会党
10名
- 赤松勇
- 小林進
- 千葉七郎
- 辻原弘市
- 卜部政巳
- 西宮弘
- 日野吉夫
- 藤田高敏
- 松平忠久
- 横山利秋

民社党
3名
- 伊藤卯四郎
- 今澄勇
- 栗山礼行

日本共産党
2名
- 土橋一吉
- 米原昶

無所属
1名
- 木村武千代

### 引退・不出馬
計26名
自由民主党
11名
- 一万田尚登
- 松村謙三
- 中山マサ
- 羽田武嗣郎
- 中山栄一

- 佐藤洋之助
- 四宮久吉
- 井村重雄
- 斎藤寿夫
- 堀川恭平

- 周東英雄

日本社会党
15名
- 佐藤観次郎
- 栗林三郎
- 平岡忠次郎
- 加藤勘十
- 神近市子

- 石田宥全
- 稲村隆一
- 猪俣浩三
- 平等文成
- 岡本隆一

- 田原春次
- 井手以誠
- 木原津与志
- 松前重義
- 小松幹

### 落選
計80名
自由民主党
19名
- 阿部喜元
- 井原岸高
- 臼井荘一
- 小笠公韶
- 岡本茂

- 桂木鉄夫
- 川野芳満
- 久保田藤麿
- 黒金泰美
- 志賀健次郎

- 重政誠之
- 世耕政隆
- 塚田徹
- 内藤隆
- 広川シズエ

- 福家俊一
- 保岡武久
- 山口喜久一郎
- 吉川久衛

日本社会党
50名
- 赤路友蔵
- 淡谷悠蔵
- 伊賀定盛
- 石野久男
- 板川正吾
- 井上泉
- 枝村要作
- 大柴滋夫
- 太田一夫
- 岡田春夫

- 小川三男
- 加藤万吉
- 唐橋東
- 河上民雄
- 工藤良平
- 久保田鶴松
- 河野正
- 児玉末男
- 佐々栄三郎
- 佐野進

- 実川清之
- 柴田健治
- 島上善五郎
- 神門至馬夫
- 多賀谷真稔
- 只松祐治
- 千葉佳男
- 永井勝次郎
- 西風勲
- 野口忠夫

- 野間千代三
- 長谷川正三
- 浜田光人
- 広沢賢一
- 福岡義登
- 穂積七郎
- 武藤山治
- 村山喜一
- 森義視
- 森本靖

- 矢尾喜三郎
- 八木一男
- 山内広
- 山崎始男
- 山田耻目
- 山花秀雄
- 依田圭五
- 米内山義一郎
- 渡辺惣蔵
- 渡辺芳男

公明党
1名
- 石田幸四郎

民社党
9名
- 稲富稜人
- 小沢貞孝
- 折小野良一
- 神田大作
- 玉置一徳
- 永江一夫
- 中村時雄
- 本島百合子
- 山下栄二

諸派
1名
- 帆足計

### 記録的当選・落選者
- 最年少当選者　　：小沢一郎（自民・岩手2区） 27歳7ヶ月
- 最高齢当選者　　：益谷秀次（自民・石川2区） 81歳11ヶ月
- 最多得票当選者　：原田憲（自民・大阪3区） 190,407票
- 最少得票当選者　：鶴岡洋（公明・千葉2区） 31,899票
- 最多得票落選者　：村上弘（共産・大阪3区） 121,424票
- 最多当選　　　　：西尾末広（民社・大阪2区）15回

## 選挙後

### 国会
第63回国会（特別会）
会期：1970年1月14日 - 1970年5月13日
- 衆議院議長選挙（1970年1月14日　投票者数：474 過半数：238）

船田中　　（自民党）　：458票
谷口善太郎（共産党）　：014票
無効　　　　　　　　　：002票
- 衆議院副議長選挙（1970年1月14日　投票者数：481 過半数：241）

荒舩清十郎（自民党）　：298票
戸叶里子　（社会党）　：181票
稲葉修　　（自民党）　：001票
無効　　　　　　　　　：001票
- 内閣総理大臣指名選挙（1970年1月14日）

衆議院議決（投票者数：481　過半数：241）
佐藤栄作　（自民党）　：297票
成田知巳　（社会党）　：089票
竹入義勝　（公明党）　：046票
西村栄一　（民社党）　：032票
野坂参三　（共産党）　：014票
無効　　　　　　　　　：003票
第68回国会（常会）
会期：1971年12月29日 - 1972年6月16日
- 衆議院副議長選挙（1972年1月29日　投票者数：417 過半数：209）

長谷川四郎（自民党）　：259票
柳田秀一　（社会党）　：158票
第69回国会（臨時会）
会期：1972年7月6日 - 7月12日
- 内閣総理大臣指名選挙（1972年7月6日）

衆議院議決（投票者数：471　過半数：236）
田中角栄　（自民党）　：292票
成田知巳　（社会党）　：086票
竹入義勝　（公明党）　：046票
春日一幸　（民社党）　：030票
野坂参三　（共産党）　：015票
河野密　　（社会党）　：001票
無効　　　　　　　　　：001票